# Гитмарк, Эллен
Э́ллен Ги́тмарк (норв. Ellen Githmark) — норвежская кёрлингистка.

## Достижения
- Чемпионат Европы по кёрлингу: серебро (1980, 1991), бронза (1992).
- Чемпионат Норвегии по кёрлингу среди женщин: золото (1979, 1980, 1984).[1].

## Команды
| Сезон   | Четвёртый      | Третий           | Второй           | Первый               | Турниры                             |
| ------- | -------------- | ---------------- | ---------------- | -------------------- | ----------------------------------- |
| 1978—79 | Эллен Гитмарк  | Эли Кольстад     | Кирстен Вёуле    | Ингвилль Гитмарк     | ЧМ 1979 (9 место)                   |
| 1979—80 | Эллен Гитмарк  | Трина Трульсен   | Ингвилль Гитмарк | Кирстен Вёуле        | ЧЕ 1979 (8 место) ЧМ 1980 (7 место) |
| 1980—81 | Эллен Гитмарк  | Трина Трульсен   | Ингвилль Гитмарк | Кирстен Вёуле        | ЧЕ 1980                             |
| 1983—84 | Эллен Гитмарк  | Ингвилль Гитмарк | Хейди Трондсен   | Анка Сунде Андреасен | ЧМ 1984 (4 место)                   |
| 1991—92 | Трина Трульсен | Эллен Гитмарк    | Ингвилль Гитмарк | Билли Сёрум          | ЧЕ 1991                             |
| 1992—93 | Трина Трульсен | Эллен Гитмарк    | Ингвилль Гитмарк | Билли Сёрум          | ЧЕ 1992                             |

(скипы выделены полужирным шрифтом)